# Mlázovice
Mlázovice jsou městys v okrese Jičín v Královéhradeckém kraji. Žije zde 557 obyvatel.

## Historie
První písemná zmínka o obci pochází z roku 1369.
V roce 1540 získaly Mlázovice statut městečka s právem výročních trhů a městským znakem.
V době socialismu (do roku 1990) byly Mlázovice střediskovou obcí pro 5 obcí.

### Lázeňství
Od poloviny 19. století do počátku 50. let 20. století zde fungovaly lázně.

## Náměstí
Centrum Mlázovic – náměstí – má pravidelný obdélníkový půdorys a jeho půdorys pochází z doby po roce 1540, kdy získaly Mlázovice právo pořádat trhy. Parková úprava s kaštany a upravenými květinovými záhony zde vznikla v letech 1899–1901, tedy v době, kdy v Mlázovicích fungovaly lázně. V roce 1901 byl v rámci úprav uprostřed náměstí vztyčen Mariánský sloup vytvořený v hořické sochařské škole. Nahradil sochu Jana Nepomuckého z roku 1735, která byla přesunuta na náměstí Na Trávníku pod budovou školy.
V roce 1908 došlo k dalším úpravám. Kaštany byly nahrazeny lípami, dotvořena výsadba a uprostřed náměstí byla instalována také kašna, později doplněná sochou ženy od trutnovského rodáka Korce, který v závěru života žil v Mlázovicích. V roce 1928 Náměstí ještě doplnil pískovcový obelisk, resp. stylizovaný husitský palcát na památku obětí první světové války.

## Obyvatelstvo
| Rok            | 1869  | 1880  | 1890 | 1900 | 1910 | 1921 | 1930 | 1950 | 1961 | 1970 | 1980 | 1991 | 2001 | 2011 | 2021 |
| -------------- | ----- | ----- | ---- | ---- | ---- | ---- | ---- | ---- | ---- | ---- | ---- | ---- | ---- | ---- | ---- |
| Počet obyvatel | 1 049 | 1 010 | 914  | 830  | 790  | 782  | 732  | 553  | 697  | 659  | 683  | 598  | 594  | 552  | 551  |
| Počet domů     | 153   | 152   | 152  | 149  | 154  | 163  | 181  | 189  | 174  | 167  | 168  | 213  | 210  | 218  | 225  |

## Správa městyse
Od 12. dubna 2007 byl obci vrácen status městyse.

### Části městyse
- Mlázovice
- Mezihoří

V letech 1960–1990 k městysi patřily i Bertoldka, Choteč, Svatojanský Újezd a Šárovcova Lhota.

### Symboly městyse
Znak městyse je historický, vlajka byla městysi uděleny rozhodnutím předsedy Poslanecké sněmovny Parlamentu České republiky dne 8. listopadu 2016.

## Pamětihodnosti
- Kostel Nejsvětější Trojice
- Socha svatého Františka Xaverského
- Socha svatého Jana Nepomuckého
- Sloup se sochou Panny Marie

## Rodáci
- Josef Dusík (1733–1818), hudební skladatel, autor písně Nesem vám noviny[11]
- Václav Jiří Dusík (1751–1815), varhaník, pěvec
- Jan Vlach (1723–1767), hudebník[12]
- František Vlach, bankéř, první ředitel banky Slavie
- František Kutnar (1903–1983), historik
- Josef Tomek (1840–1890), stavitel železničních tratí v celém Rakousko-Uhersku, usadil se v Lublani
- Adolf Horák (1844–1927), vrchní zeměměřičský rada
- František Menčík (1848–1918), stavitel[13]
- Josef Budínský (1813–1885), vlastenec, organizátor kulturního života[11]

## Galerie

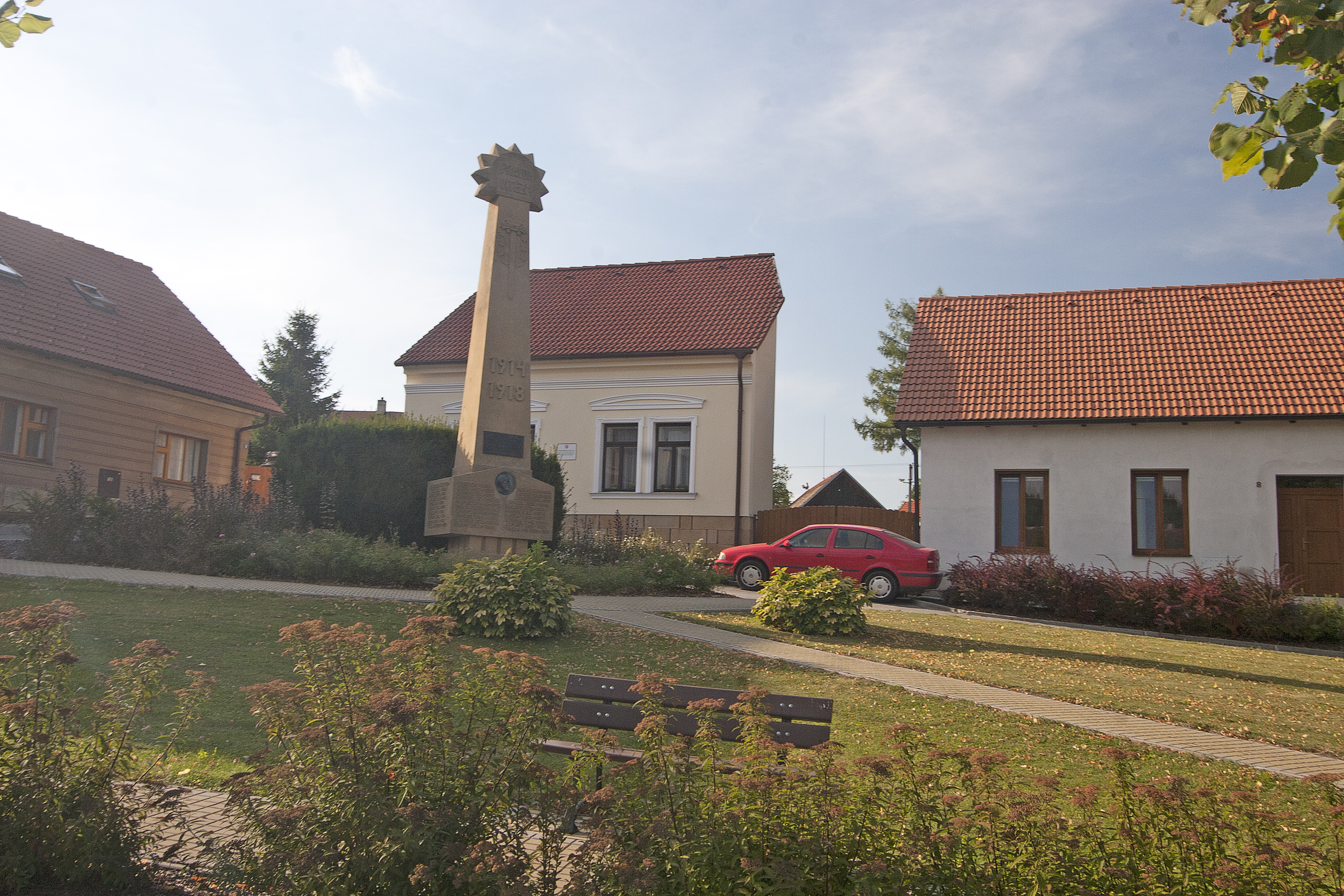
Pomník padlým na náměstí
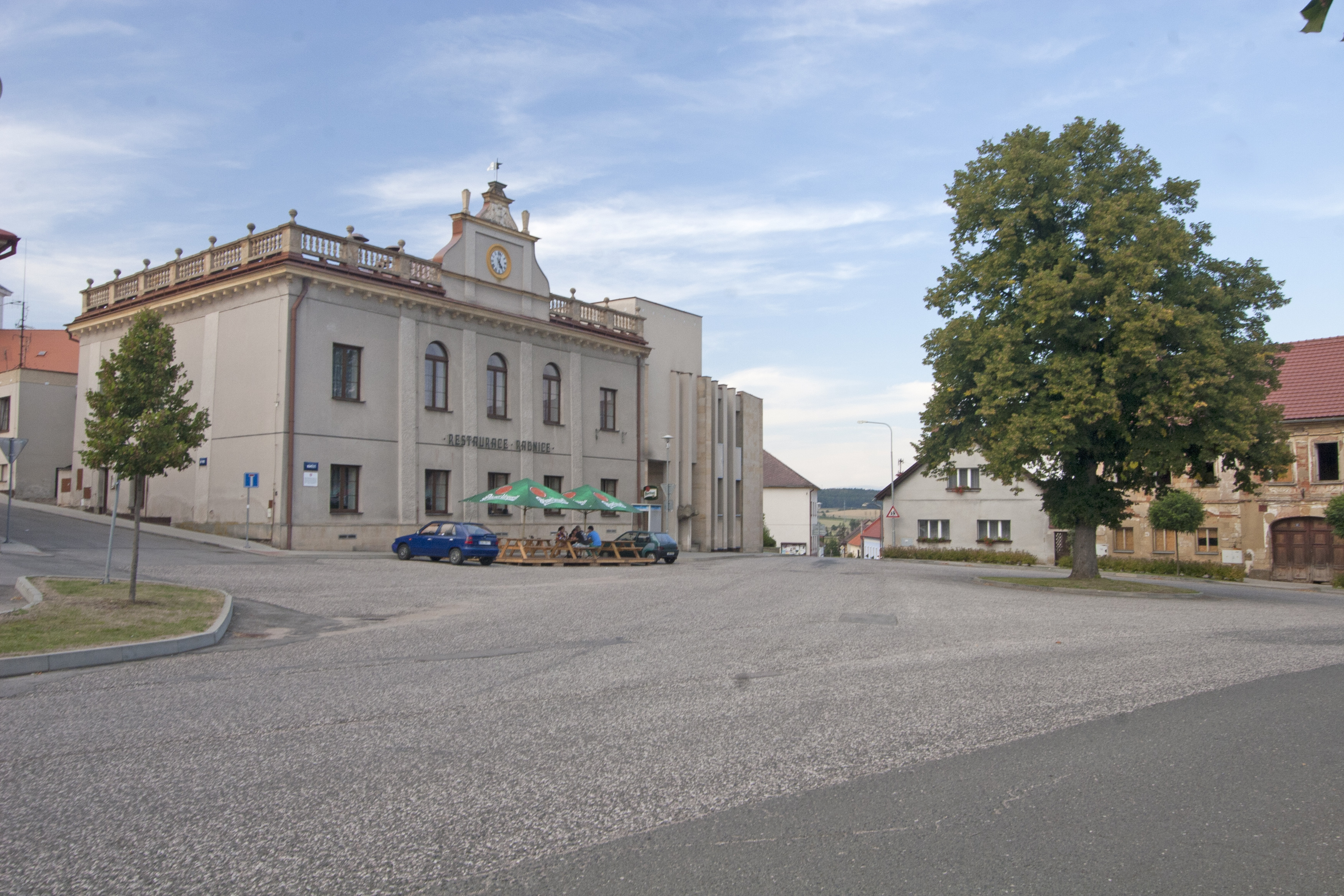
Radnice
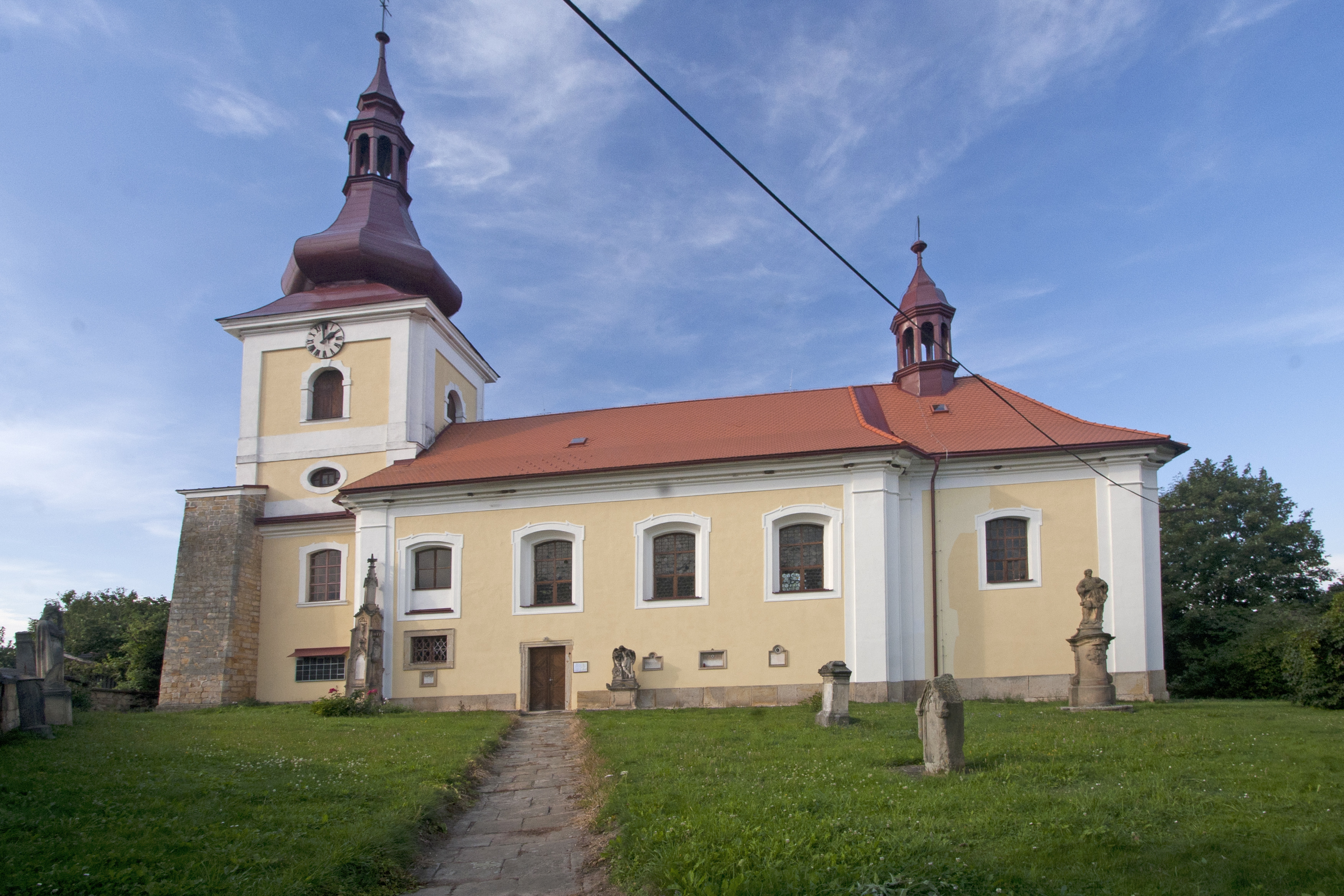
Kostel Nejsvětější Trojice
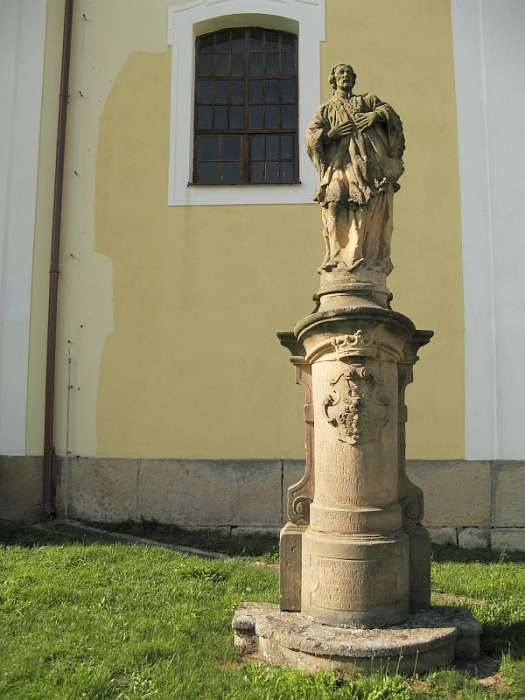
Socha svatého Františka Xaverského